# Bühlertann
Bühlertann es un municipio alemán perteneciente al distrito de Schwäbisch Hall de Baden-Wurtemberg.

## Localización
Se ubica unos 20 km al sureste de la capital distrital Schwäbisch Hall y unos 20 km al suroeste de Crailsheim, a orillas del río Bühler. Su casco urbano está casi unido al del vecino municipio de Obersontheim, ubicado al norte siguiendo el río.

## Historia
Se conoce su existencia desde 1228 y en sus orígenes se ubicaba en las afueras meridionales del ducado de Franconia. Adquirió derechos de mercado en el siglo XIV. En 1802 se incorporó a Wurtemberg.

## Demografía
A 31 de diciembre de 2017 tiene 3057 habitantes.